# Diane (papillon)
Pour les articles homonymes, voir Diane et Thaïs.
Zerynthia polyxena
Espèce
La Diane ou Thaïs (Zerynthia polyxena) est une espèce de lépidoptères (papillons) de la famille des Papilionidae et la sous-famille des Parnassiinae. Présent dans le Sud de l'Europe et l'Ouest de l'Asie, cet insecte est strictement protégé sur l'ensemble du territoire français.

## Description

### Papillon
La Diane a une longueur de l'aile antérieure (LAA) de 23 à 26 mm. Le dessus des ailes est jaune pâle à plus foncé marqué de bandes et de carrés noirs. Les ailes postérieures sont ornées de lunules bleues plus ou moins marquées. Le revers de ses ailes antérieures est marqué de taches rouges.
Zerynthia polyxena cassandra est plus sombre[réf. souhaitée].

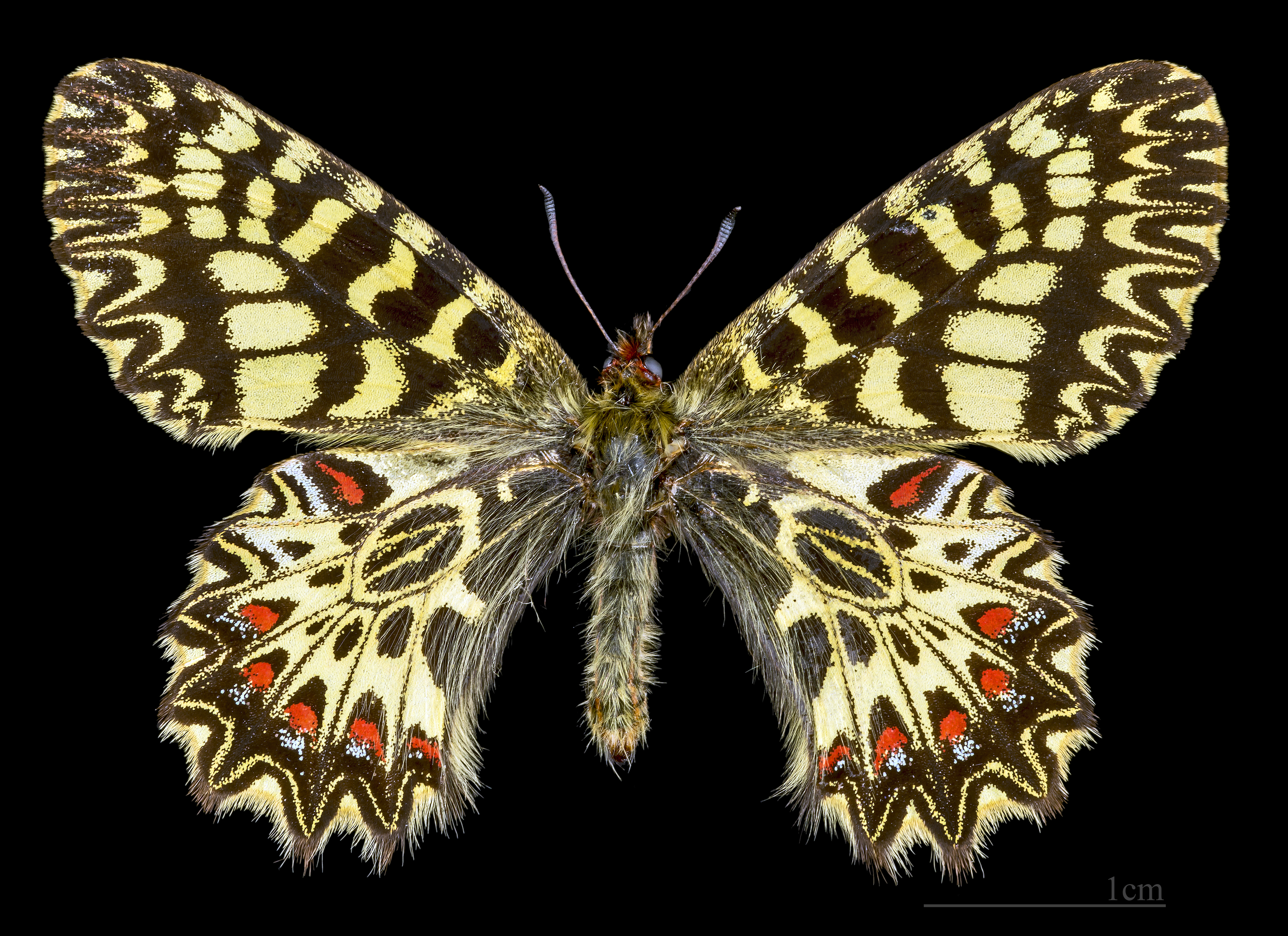
♂  Montferrier-sur-Lez MHNT.
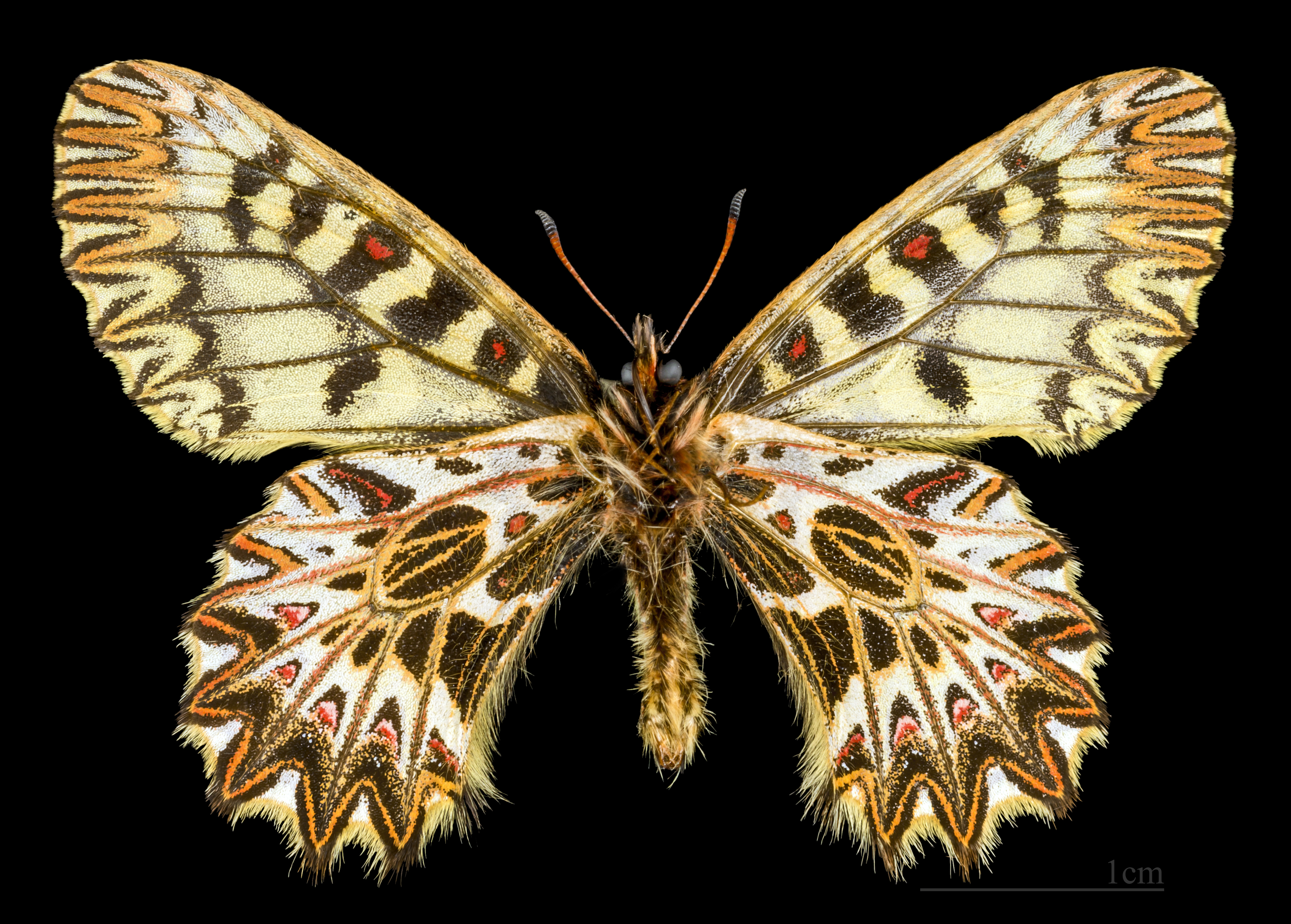
♂ △.
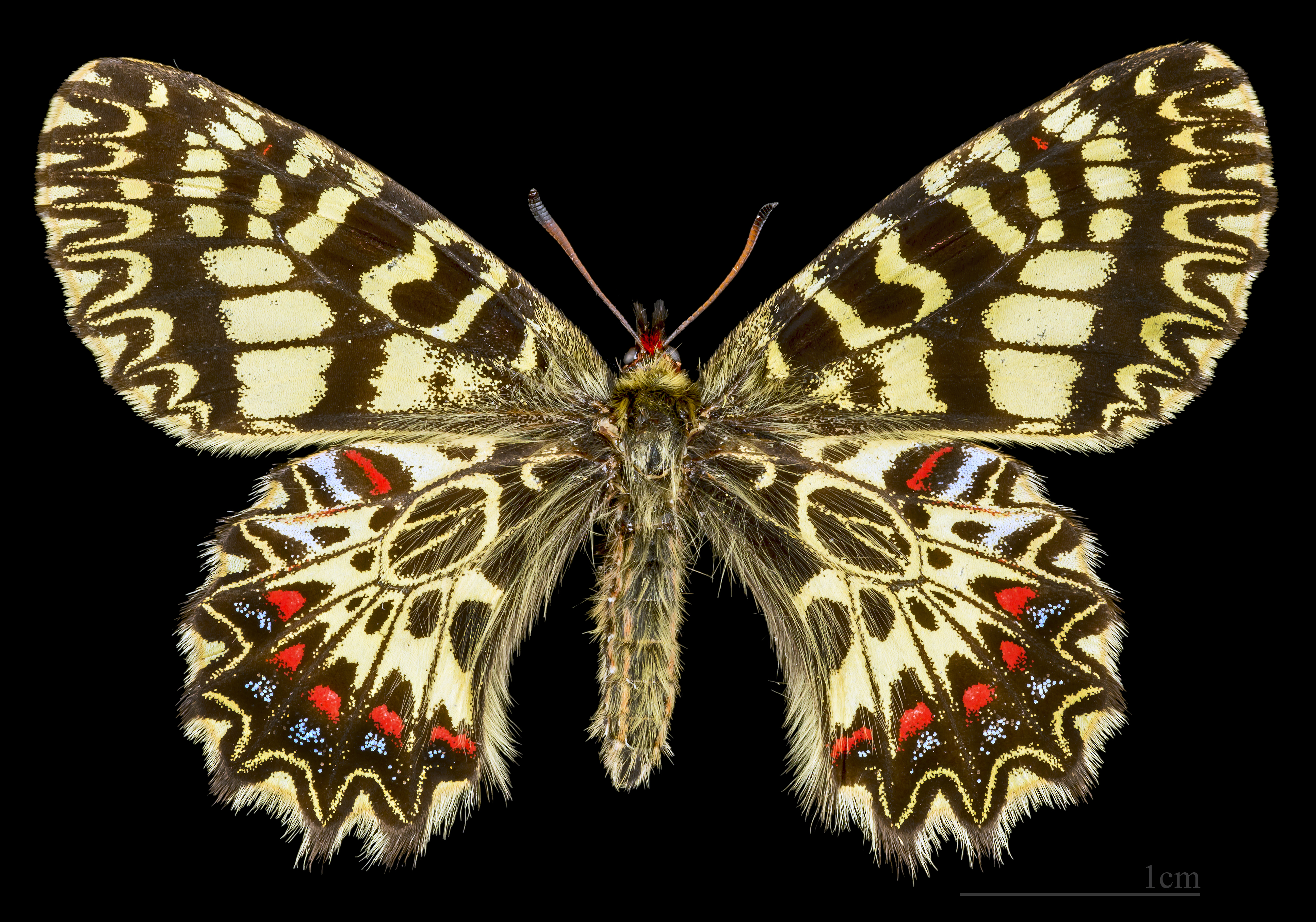
♀.
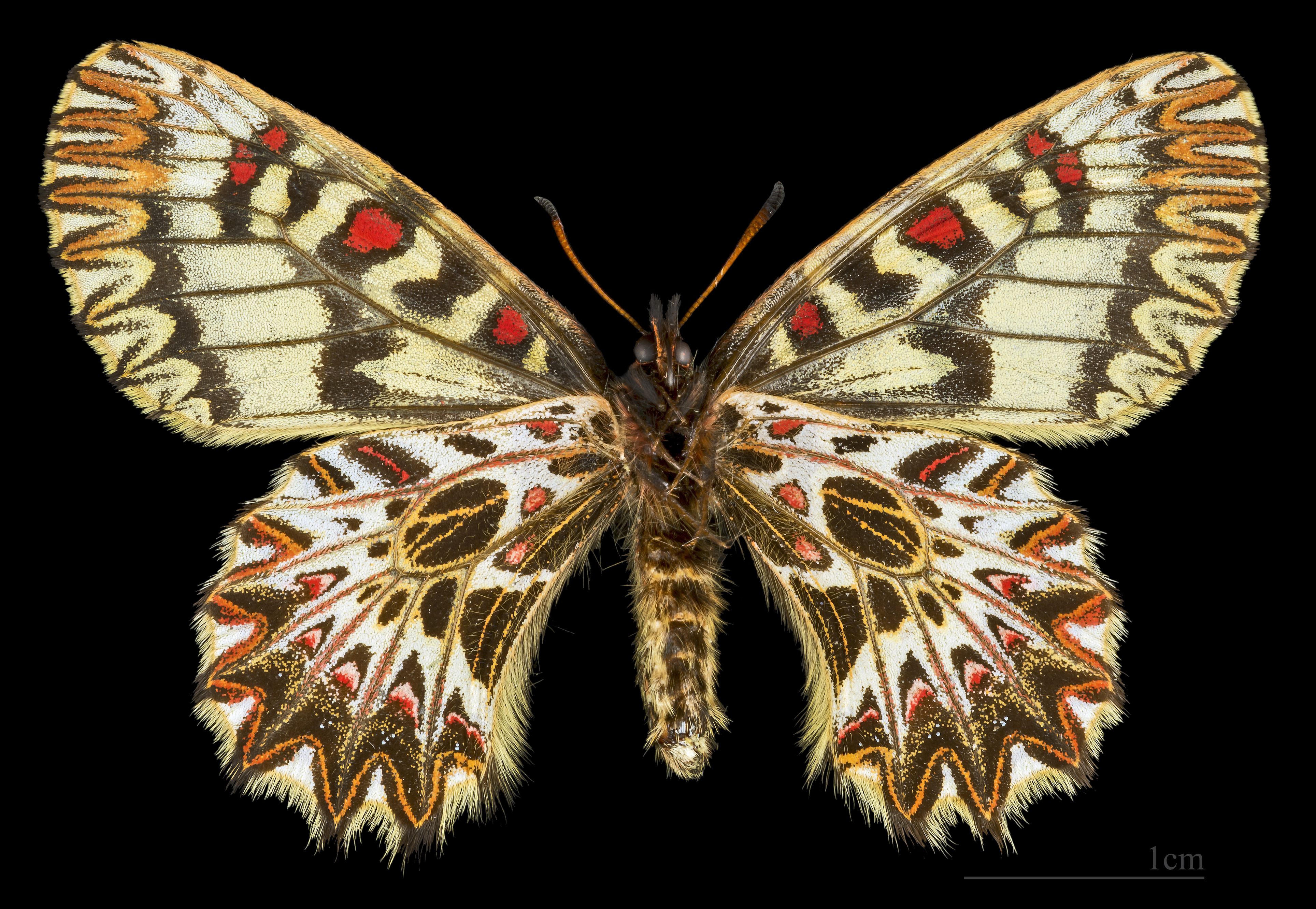
♀ △.

### Premiers stades
La Diane pond ses œufs seuls ou par petits paquets sur le revers des feuilles des plantes hôtes. La chenille est grisâtre à marron clair avec quatre rangées de scolis épineux noirs.
La nymphose s’effectue sur une tige, une écorce ou au revers d’une pierre.

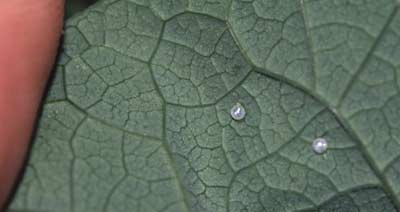
Deux œufs de Diane fixés au revers d'une feuille d'aristoloche à feuilles rondes Aristolochia rotunda.
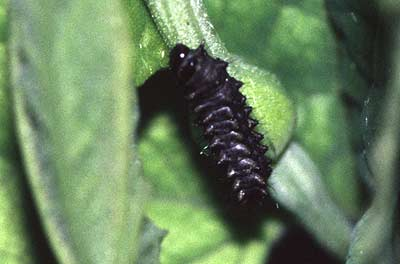
Les petites chenilles sont noires dans un premier temps

## Biologie

### Période de vol et hivernation
La Diane hiverne à l’état de chrysalide. Elle vole de fin mars à fin mai selon la situation géographique.
Il n'y a qu'une seule génération par an.

### Plantes hôtes
Les plantes hôtes de la Diane sont du genre Aristolochia : aristoloche à feuille ronde, (Aristolochia rotunda), aristoloche clématite, (Aristolochia clematitis), aristoloche pâle, (Aristolochia pallida) et aristoloche pistoloche (Aristolochia pistolochia).
L'aristoloche à feuille ronde semble être son espèce de prédilection.

## Distribution et biotopes
Zerynthia polyxena est présente dans le Sud de l'Europe (par exemple en France, Italie, Grèce, Hongrie, Slovaquie et Tchéquie) et jusqu'en Asie mineure.
En France, elle est présente dans quatorze départements du pourtour méditerranéen.
Elle affectionne particulièrement les zones humides, notamment les bords de rivière et de torrent. On l'aperçoit aussi dans les zones cultivées, les lieux broussailleux tel que les friches, et les escarpements rocheux, et la garrigue, de 0 à 1 700 mètres mais principalement à moins de 900 mètres.

## Systématique
L'espèce Zerynthia polyxena a été décrite par les entomologiste allemands Johann Nepomuk Cosmas Michael Denis et Ignaz Schiffermüller en 1775, sous le nom initial de Papilio polyxena.
Sa localité type est Vienne (Autriche).
Elle est l'espèce type du genre Zerynthia.

### Synonymes
- Papilio hypermnestra Scopoli, 1763,
- Papilio polyxena Denis et Schiffermüller, 1775 Protonyme
- Papilio hypsipyle Schulze, 1776,
- Papilio rumina alba Esper, 1794 [3]
- Papilio cassandra Geyer, 1828,
- Papilio creusa Meigen, 1829,
- Thais polyxena ab. rufescens Oberthür, 1879 [4]

### Sous-espèces

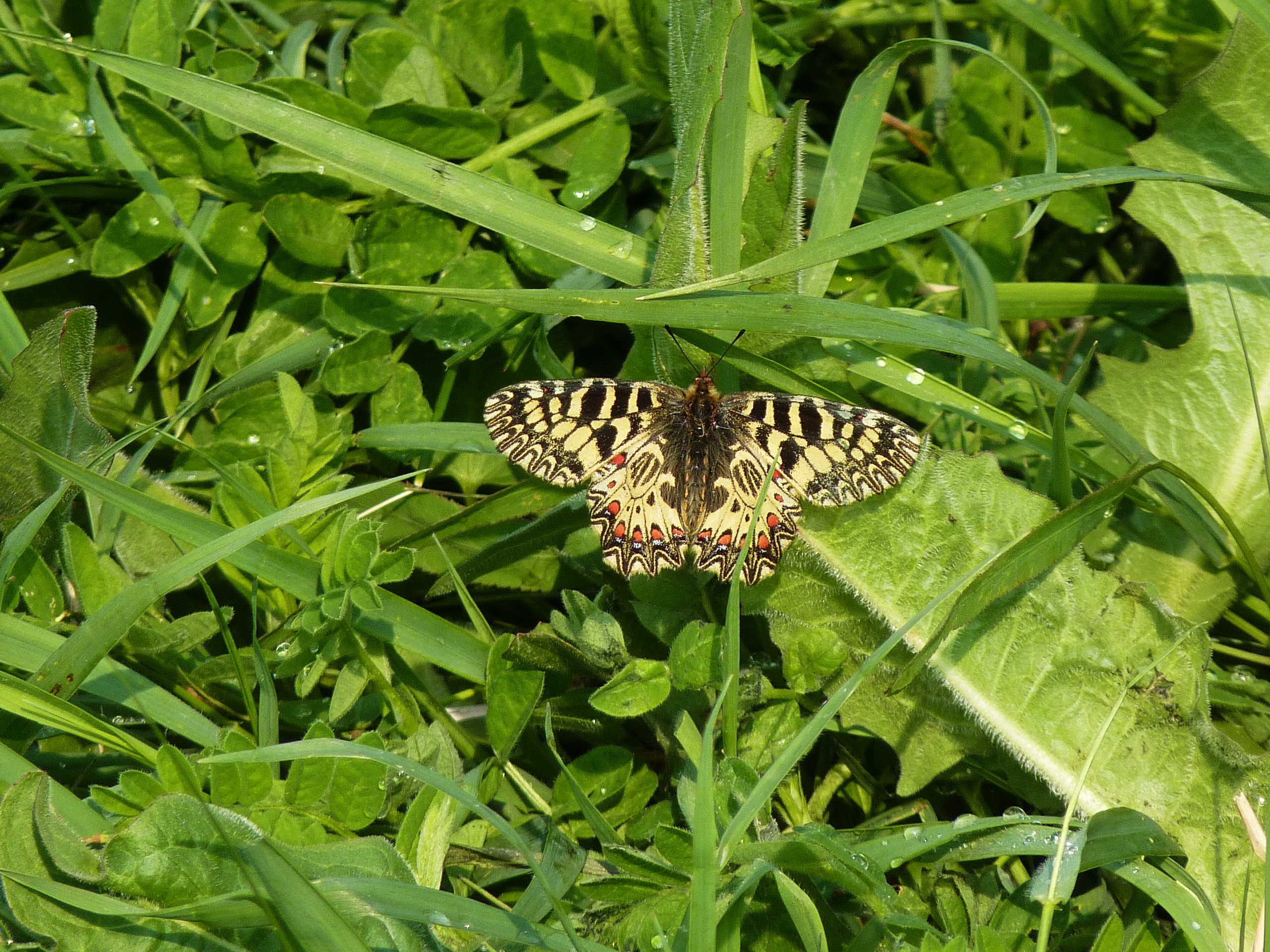
Zerynthia polyxena

- Zerynthia polyxena aemiliae (Rocci, 1929) en Italie.
- Zerynthia polyxena albanica (Riemel, 1927) en Albanie.
- Zerynthia polyxena bosniensis (Eisner, 1974) en Bosnie.
- Zerynthia polyxena bryki (Eisner, 1954)
- Zerynthia polyxena carmenae (Sabariego et Martinez, 1991) en Bulgarie.
- Zerynthia polyxena cassandra (Geyer, 1828)en France et en Italie.
- Zerynthia polyxena cassandra-clara (Verity, 1947) en Croatie.
- Zerynthia polyxena caucasiae (Nardelli & Hirschfeld, 2002) dans le nord-ouest du Caucase.
- Zerynthia polyxena decastroi (Sala et Bollino, 1992) en Italie.
- Zerynthia polyxena deminuta (Verity, 1947)  dans le sud de la France.
- Zerynthia polyxena demnosia (Freyer, 1833) en Yougoslavie.
- Zerynthia polyxena gracilis (Schultz, 1908) en Turquie
- Zerynthia polyxena idaensis (Eisner, 1974) en Crête
- Zerynthia polyxena latevittata (Verity, 1919) en Sicile
- Zerynthia polyxena latiaris (Stichel, 1907) en Italie.
- Zerynthia polyxena linnea (Bryk, 1932) en Italie.
- Zerynthia polyxena macedonia (Eisner, 1974) en Macédoine.
- Zerynthia polyxena michaelis (Nardelli, 1993) en Italie.
- Zerynthia polyxena microcreusa (Verity, 1947) dans le sud de la France.
- Zerynthia polyxena nemorensis (Verity, 1919) en Italie.
- Zerynthia polyxena nigra (Sijaric, 1989) en Bosnie.
- Zerynthia polyxena padana (Rocci, 1929) en Italie.
- Zerynthia polyxena patrizii (Nardelli, 1993) en Italie.
- Zerynthia polyxena petri (Bryk, 1932) en Grèce.
- Zerynthia polyxena polymnia (Millière, 1880
- Zerynthia polyxena reverdinii (Fruhstorfer, 1908) en Italie.
- Zerynthia polyxena silana (Storace, 1962) en Italie.
- Zerynthia polyxena sontae (Sijaric, 1989) en Serbie.
- Zerynthia polyxena taygetana (Rosen, 1929) en Grèce[5].

## Noms vernaculaires
- En français : la Diane, la Thaïs[6].
- En anglais : Southern Festoon[7].
- En allemand : Osterluzeifalter[7].
- En polonais : zygzakowiec kokornakowiec[7].

## Protection
Zerynthia polyxena est une espèce protégée : elle est inscrite sur la liste des insectes strictement protégés de l'annexe 2 de la Convention de Berne, sur la liste des insectes strictement protégés de l'annexe IV de la Directive Habitats du Conseil de l'Europe concernant la conservation des habitats naturels ainsi que de la faune et de la flore sauvages du 21 mai 1992 ; en France, elle est sur la liste rouge des insectes de France métropolitaine : l'arrêté du 23 avril 2007, article 2, abrogeant l'arrêté du 22 juillet 1993, fixe la liste des insectes protégés sur l'ensemble du territoire français métropolitain et les modalités de leur protection, qui interdit notamment « sur les parties du territoire métropolitain où l'espèce est présente ainsi que dans l'aire de déplacement naturel des noyaux de populations existants, la destruction, l'altération ou la dégradation des sites de reproduction et des aires de repos des animaux. Ces interdictions s'appliquent aux éléments physiques ou biologiques réputés nécessaires à la reproduction ou au repos de l'espèce considérée, aussi longtemps qu'ils sont effectivement utilisés ou utilisables au cours des cycles successifs de reproduction ou de repos de cette espèce et pour autant que la destruction, l'altération ou la dégradation remette en cause le bon accomplissement de ces cycles biologiques. »

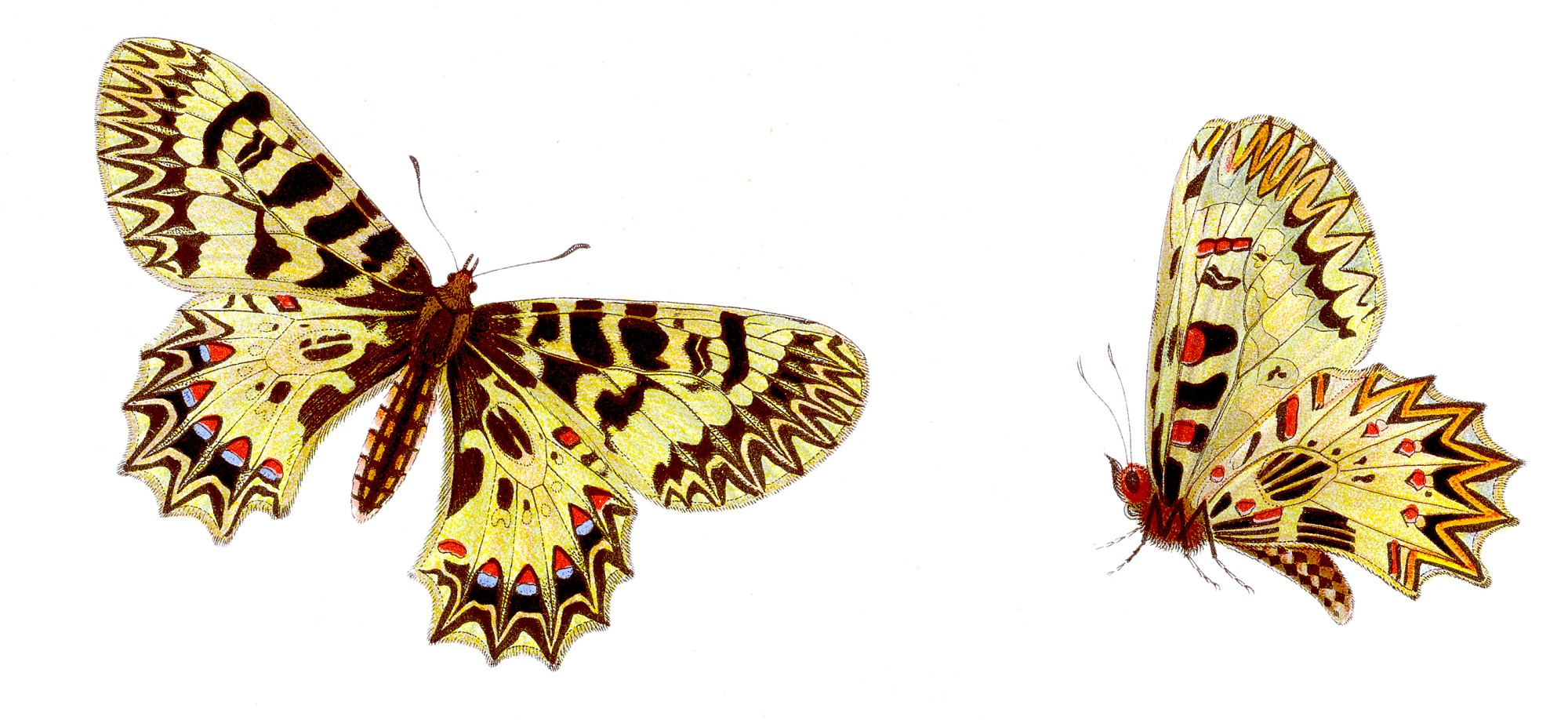
Dessin de Diane par Jakob Hübner.